# Polinomio simétrico
En matemáticas, un polinomio simétrico es un polinomio en n variables {\displaystyle P(X_{1},X_{2},...,X_{n})}, tal que si intercambia alguna de las variables el polinomio sigue siendo el mismo.

## Ejemplos
Los polinomios:
- {\displaystyle P(X_{1},X_{2})=X_{1}^{3}+X_{2}^{3}-7}
- {\displaystyle P(X_{1},X_{2})=4X_{1}X_{2}}
- {\displaystyle P(X_{1},X_{2},X_{3})=X_{1}X_{2}X_{3}-2X_{1}X_{2}-2X_{1}X_{3}-2X_{2}X_{3}}

son todos simétricos. El polinomio {\displaystyle P(X_{1},X_{2})=X_{1}-X_{2}} no es simétrico, ya que si intercambiamos {\displaystyle X_{1}} y {\displaystyle X_{2}} obtenemos el polinomio {\displaystyle X_{2}-X_{1}}, que no es el mismo.

## Los ladrillos constituyentes de los polinomios simétricos
Para cada n, existen n+1 polinomios simétricos elementales en las variables {\displaystyle X_{1},X_{2},...,X_{n}}. Son los ladrillos constituyentes para todos los polinomios simétricos en dichas variables, lo que quiere decir que todo polinomio simétrico en n variables puede obtenerse a partir de estos polinomios elementales mediante multiplicaciones y sumas. Más concretamente:
cualquier polinomio simétrico en n variables es un polinomio de los n polinomios elementales simétricos en dichas variables.
Por ejemplo, para n=2, sólo hay dos polinomios simétricos elementales, {\displaystyle X_{1}+X_{2}} y {\displaystyle X_{1}X_{2}}. El primer polinomio de la lista de arriba puede entonces escribirse como sigue:
{\displaystyle P(X_{1},X_{2})=X_{1}^{3}+X_{2}^{3}-7=(X_{1}+X_{2})^{3}-3X_{1}X_{2}(X_{1}+X_{2})-7.}